# 派特瓦里·若尔特
派特瓦里·若尔特（匈牙利語：Petőváry Zsolt，1965年3月15日—），匈牙利男子水球运动员。他曾代表匈牙利国家队参加1988年和1992年夏季奥林匹克运动会水球比赛，分别获得第五名和第六名。